# 小加图

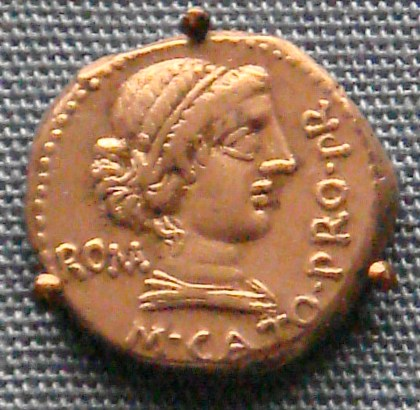
带有小加图像的银迪纳厄斯(47-46 BC).

马尔库斯·波尔基乌斯·加图·乌地森西斯（拉丁語：Marcus Porcius Cato Uticensis，前95年—前46年），又名小加图（Cato Minor），以区别他的曾祖父—老加图。小加图是罗马共和国末期的政治家和演说家，是一个斯多葛学派哲学的践行者。他坚定支持罗马共和制，强烈反对尤利乌斯·恺撒将罗马帝国化的企图，当凯撒违背元老院的意志，进军罗马时，他坚决抵抗，战败后自杀身死。小加图也因为其传奇般的坚忍和固执而闻名, 他不受贿、诚实、厌恶罗马共和国末期猖獗的政治腐败。

## 生平

### 早年
加图出生于公元前95年的罗马，是马尔库斯·波尔基乌斯·加图与他的妻子莉维娅·德鲁莎的儿子。年幼时就父母双亡，由他的舅舅马尔库斯·李维·德鲁苏斯（Marcus Livius Drusus 保民官）抚养。他的舅舅也同时抚养了昆图斯·塞维利乌斯·西彼欧（Quintus Servilius Caepio）Q. S. Caepio the Younger的儿子，塞薇利娅·西彼欧尼（Servilia Caepionis）和小塞薇利娅·西彼欧尼（Servilia Caepionis Minor），这是从他第一次婚姻而来的孩子（虽然昆图斯·塞维利乌斯·西比欧通常被认为是加图的亲兄弟）。除此之外，还有波尔洽 (小加图的姐姐) (加图的亲姐妹)和马尔库斯·李维·德鲁苏斯·克劳地亚努斯（Marcus Livius Drusus Claudianus，是李维的养子）。德鲁苏斯在加图4岁时被谋杀。
加图在很小的时候就显示出他的固执性格。他的老师撒尔佩东说，虽然他很难被说服，而且有时很难去重新训练，总体来说加图是个孝顺且好问的小孩。普鲁塔克说过一个故事：马西人（Marsi）的首领昆图斯·波佩迪烏斯·西罗（Quintus Poppaedius Silo）牵扯到罗马议事广场里一件有争议的事情里。因此他来拜访朋友马尔库斯·李维，同时也与房子里的孩子们见了面。在游戏的气氛里，昆图斯让孩子们支持他，除了加图以外，所有的孩子都点头微笑。加图却用怀疑的眼光盯着客人。西罗请他给一个回答，但是没有得到回应。这时西罗捉住加图的脚，将他倒吊在窗外，加图依然一言不发。
普鲁塔克同时也详述了其它几个故事。在一个社交活动的晚上，一群孩子们在庄园的偏房里玩虚拟审判游戏，大家可以分别扮演法官、原告、被告。其中一个孩子，想来也是一个好脾气、讨人喜欢的孩子，扮演了原告。当他扮演的角色被其它孩子拉出房间并向加图发出绝望的尖叫时，加图十分生气。他什么也不说，把这个孩子从“卫兵”手上拉开，并让他离开其它的孩子。
普鲁塔克也提到，甚至在加图很年轻的时候，他就在同代人里得到了巨大的尊敬。所有的罗马贵族少年都要参加仪式性的军事游戏“特洛伊”，以之为“成年”仪式。其中有骑在马上用木制武器模拟战场。其时，苏拉的一名扈从的孩子被成人组织者拣选为一个“组”的领袖，这个组却因此人的品性问题拒绝服从他。而当他们最终被问及追随哪一个的时候，男孩们一致推选了加图。
罗马的独裁者苏拉很喜欢与加图及其兄弟西彼欧谈话。甚至在加图公开违抗其意见和政令时，也要召见这名少年（苏拉的女儿科涅利亚·苏拉（Cornelia Sulla）嫁给了加图的舅舅李维）。根据普鲁塔克的记述，在内战激烈之时，名望高重的罗马贵族被从苏拉的别墅中带出去处死，而其时14岁的加图问老师为何无人杀死独裁者。撒尔佩东的回答如下：“孩子，他们怕他胜于恨他。”加图回答：“给我一把剑，让我将国家从奴役之下解放出来。”此后，撒尔佩东意识到这孩子的共和信仰之坚定，便小心地使他在城中始终有人看顾。

### 政治生涯
在收到属于他那份的遗产后，加图搬出了他舅舅的家开始学习斯多葛学派哲学和政治。他生活的非常正派（像他著名的祖父老加图）。他经常让自己接受艰苦的训练，学习穿着最少的衣服忍受寒冷和大雨。他只食用身體所需的食物，飲用市場上最便宜的酒。他所得到的遺產完全能夠讓他生活的非常舒適，他這麼做完全是因為哲學的原因。他長時間生活於公眾關注之外。很少在公眾場合出現，但是當他出現在論壇上時，他的演講和修辭學技能得到了最高的稱讚。
加图最先與一個羅馬貴族婦女Aemilia Lepida訂婚。但是她最終嫁給了與她先前已經訂婚的梅特盧斯·西庇阿，加图被激怒了，想要去告她，但他的朋友們勸服了他。同時加图也滿足於創作了一首反對西庇阿的韻律詩。後來，加图與一個名叫Atilia的女子結了婚，他們有一個兒子Marcus Porcius Cato和一個女兒Porcia，他的女兒成為了马尔库斯·尤利乌斯·布鲁图斯的第二任妻子，加圖後來因為妻子的不正當行為而與她離了婚。
公元前72年，加图自願參加了鎮壓斯巴達克斯起義的戰鬥，可推測是為了支持他的兄弟西彼俄（Caepio）

### 内战时期
恺撒、庞培和克拉苏的三头联盟在公元前54年破裂，其时加图当选为裁判官。加图和元老院的贵族派判断对手已陷入混乱，便在来年试图造成庞培和恺撒的决裂。这个时期政治动荡，像帕布里乌斯·克劳狄乌斯这样的煽动者试图以贿赂和暴力来争取民众，甚至放弃贵族身份，转而成为平民。加图作为贵族派的主要发言人，极力对抗这些人。
前52年，加图竞选次年的最高执政官失败。此时贿选和造假猖獗，他却严格地进行诚实竞选，于是毫无疑问地败给了苟且良知的对手。加图冷静异常地接受了失败，但拒绝再次参加竞选。
前49年，加图要求元老院正式解除恺撒任期已满的地方长官职权，并命令恺撒作为公民、不受地方总督法律豁免权保护地返回罗马。此前，庞培驳回了所有命令恺撒返回罗马的提请，但也逐渐注意到恺撒广泛使用贿赂，支持政治暴力。在庞培的默许下，加图使终结恺撒地方总督职权的决议顺利通过。恺撒多次尝试进行谈判，甚至退让至放弃一切、只保留他的一个行省和军团。庞培对他的退让表示满意，但加图和最高执政官兰图努斯拒绝让步。于是恺撒将在回到罗马受审判，或自愿流放、退出政坛之间二选其一。但他仅率领一个军团直逼意大利，这就是在无形中对元老院宣战。
恺撒带领第十三合组军团越过了卢比肯河，从元老院夺取了权力。这与苏拉的作为如出一辙。恺撒被正式宣布为国家公敌。他追击庞培领导的元老院一派，庞培则弃城而走，到希腊去募集军队，其随从诸人中就有加图。庞培的军队一开始在都拉基乌姆重创恺撒（加图正控制着港口），却在法撒卢战役中被最终击败。但加图和梅特卢斯·西庇阿没有服输，逃到了阿非利加行省，在乌提卡继续抵抗。因为他在该城停留并掌控其港口，他有时被称为“乌提卡的加图”（Cato Uticensis）。恺撒立克里奥佩特拉七世为埃及女王之后，继续追击加图和西庇阿。公元前46年2月，占了数量优势的恺撒军团在薩普蘇斯戰役中击败了西庇阿的军队。恺撒一反其宽赦战略，没有接受西庇阿部队的投降，将他们全部屠杀。
加图在乌提卡没有参加战役。他不愿在恺撒统治的世界中苟存，甚至拒绝让恺撒享有宽恕他的权力，由是自杀。根据普鲁塔克的记述，加图想用自己的剑自杀，但因为手上有伤，没能成功。普鲁塔克写道：
“加图没有即刻因伤死去。他挣扎着掉到床下，撞倒了旁边的一张小桌。仆人听到了声响，便发出呼喊。他的儿子和所有的朋友即刻跑进房间，看见他倒在自己的血泊中翻滚，一大段肠子全在体外，但他还活着，望向他们。他们全都恐惧地站着。医生上前去，要将未被刺伤的肠子置回体内并缝合伤口。但加图醒过来，明白了医生的意图，推开他，拉出自己的肠子，撕开伤口，即刻气绝。”
普鲁塔克写到恺撒在听到加图之死时评说：“加图，我怨恨你的死亡，你则怨恨我保全你的生命。”
加圖的女婿馬爾庫斯·尤利烏斯·布魯圖斯後來刺殺凱撒。

## 加图身後

### 罗马时期
加图作为一名斯多亚主义者和罗马共和国的积极护卫者为人所铭记。但也应注意，罗马对斯多亚主义的诠释与希腊哲学家的观念有所分歧。例如，希腊哲学家反对参与公共事务；罗马人则将其教条纳入了罗马的框架之中。加图的高尚道德和清廉德性为他赢得了追随者——其中以Markus Favonius最为出名——，也赢得了政敌的赞美，譬如撒路斯提乌斯（他传下了恺撒与加图姊妹的韵事）。撒路斯提乌斯还写了一篇加图与恺撒的比较（加图的长期政敌恺撒因其仁慈、同情心和慷慨为人所称誉；而加图则因自制、坚毅和道德气节著称）。但在两人之中，撒路斯提乌斯更赞赏哪一位，还是应当加以思量的。加图死后，赞同和反对他的文章纷纷涌现；其中西塞罗写就了一篇颂词，名为《加图》，而恺撒则以《反加图》加以回应——恺撒从未原谅过加图历年施以的阻力。恺撒的这本小册子今已不存，但其中部分内容可以由普鲁塔克的《小加图传》进行推断，传记中重复了许多恺撒在《反加图》中举出的故事。普鲁塔克也特别提及加图的密友穆纳提乌斯·卢夫斯（Munatius Rufus）和后来尼禄时期的元老特拉塞亚·帕埃图斯的相关记述，以之为其《小加图传》部分内容的资料来源。在当时的时代语境中，尤其应注意的是，恺撒虽然对所有人宣告赦免，却从未原谅加图。此事为反恺撒阵营的其他成员一直记念，其中就包括加图的侄子、在加图死后成为他女婿的布鲁图斯。
帝国体制之下的共和主义者热切地追念加图。在奥古斯都庇护下写作的诗人维吉尔，在《埃涅阿斯纪》中将加图塑造为一个英雄。其时赞颂恺撒并非高枕无忧之举，奥古斯都便对加图加以宽容和称赏。有人会争议认为，在死后的加图身上堆砌赞誉标识了对罗马帝国新形态的反对，但又不直接挑战奥古斯都；事实上，是直至数代之后，以加图为行为榜样的人才得以免去遭受迫害的担忧。但是，以加图为理想的共和主义抱负的复苏在尼禄的统治之下，以塞涅卡、卢坎等人的死亡告终。但加图则作为正义的理想延续至将来的许多世代。
在尼禄统治之下写作的诗人卢坎在史诗《法撒里亚》后面几卷中，同样把加图塑造为英雄。从他的作品中衍出了如下警句：“胜利的事业取悦神祇，失败的事业则取悦加图。” （Victrix causa deis placuit sed victa Catoni. Lucan 1.128）其他的帝国时期作家，诸如贺拉斯、提比略时期的维莱伊乌斯·帕特尔库鲁斯和瓦莱里乌斯·马克西姆斯也同1世纪的卢坎、塞涅卡，以及后期的阿庇安、卡西乌斯·狄奥也都在各自的作品中强调了小加图的历史地位。

### 中世纪
在但丁的《神曲》中，加图被描绘为炼狱山的守卫者。
他是但丁笔下在炼狱中遇见的仅有两位得救的异教徒之一。另一位是斯塔提乌斯（颂歌二十——二二）。

### 启蒙时期
加图在启蒙时期的共和革命中也同样为人看重。约瑟夫·阿迪逊的戏剧《加图：一部悲剧》（Cato, a Tragedy 1713年4月14日首演）将加图称颂为为共和事业献身的殉道者。此剧大获成功，也饱受批判：仅在伦敦就上演了20多场，18世纪末之前已出版了26个版本。乔治·华盛顿常常引用阿迪逊的《加图》，并不顾国会的戏剧禁令，在福吉谷过冬时上演该剧。加图之死（La mort de Caton d'Utique）在革命时期的法国也是盛行的主题，菲利普-洛伦·罗兰（Philippe-Laurent Roland）在1782年就此塑像，布歇·加布里埃尔（Bouchet Louis André Gabriel）、布瓦隆·皮埃尔（Bouillon Pierre）和奎林·纳西塞（Guérin Pierre Narcisse）在1797年创造画作。让-巴布蒂斯塔·罗曼（Jean-Baptiste Roman）和弗朗西斯·鲁德（François Rude）在1832年合作的加图塑像至今存于卢浮宫。

## 年表
- 95 BC — 出生於羅馬
- 67 BC — 在馬其頓的軍事保民官
- 49 BC — 凱撒渡過卢比孔河入侵意大利，加图與龐培逃往希臘
- 46 BC — 在塔普苏斯会战中西庇阿被擊敗，加图四月於乌提卡自殺